# Orłowa

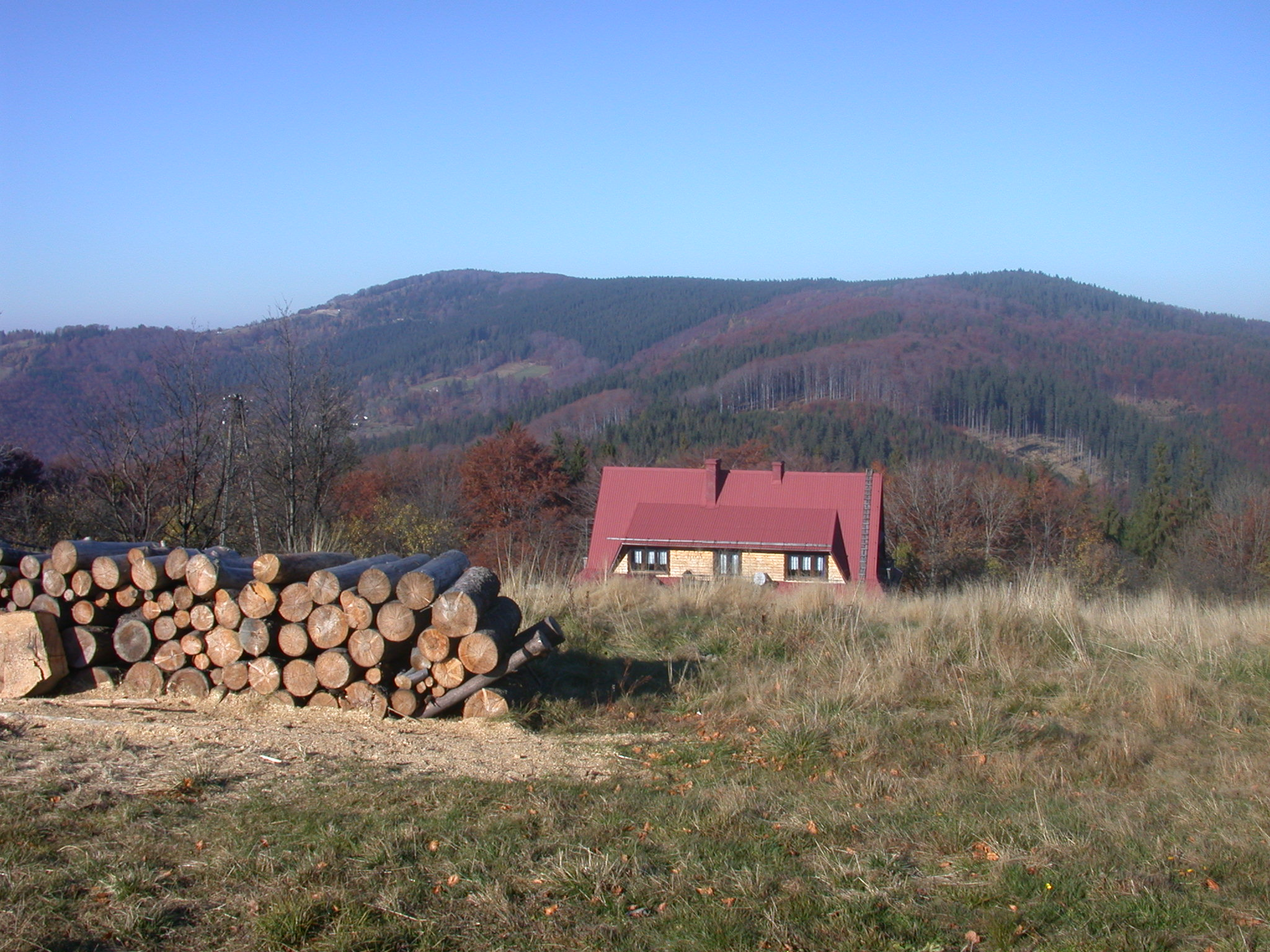
Blick vom Gipfel auf die Równica

Die Orłowa (deutsch: Adlerberg) ist ein Berg in Polen. Er liegt auf dem Gemeindegebieten von Ustroń und Brenna und teilt die Flusstäler der oberen Weichsel und der Brennica. Mit einer Höhe von 813 m ist er einer der niedrigeren Berge im Równica-Kamm der Schlesischen Beskiden. Der Berg ist ein beliebtes Touristenziel mit vielen Ausblicken auf die benachbarten Gebirge und das Tiefland. In den Wäldern befand sich zu Zeiten des Zweiten Weltkriegs ein Bunker der Partisanen, der im Winter 1944/1945 von der Wehrmacht ausfindig gemacht und angegriffen wurde. Den Partisanen gelang jedoch der Durchbruch durch den Belagerungsring und die Flucht in die Wälder. Reste des Bunkers sind noch erhalten.

## Tourismus
- Auf den Gipfel führen mehrere markierte Wanderwege von Ustroń und Brenna
- Knapp unterhalb des Gipfels befindet sich die Berghütte Orłowa